# منتخب جمهورية التشيك لهوكي الجليد
منتخب جمهورية التشيك الوطني لهوكي الجليد هو منتخب وطني يمثل جمهورية التشيك في منافسات هوكي الجليد الدولية، يعتبر من أقوى منتخبات هوكي الجليد في العالم، بدأ منافساته في سنة 1991، نافس في بطولة العالم لهوكي الجليد 25 مرة وفاز 6 مرات بالبطولة (1996 و 1999 و 2000 و 2001 و 2005 و 2010)، نافس في كأس العالم لهوكي الجليد 3 مرات وفاز بالمركز الثالث في بطولة 2004، نافس في الألعاب الأولمبية الشتوية 7 مرات وفاز بالميدالية الذهبية في دورة 1998 في ناغانو في اليابان وبالميدالية البرونزية في دورة 2006 في تورينو، يحتل حالياً التصنيف السادس على العالم.